# Diénone
Une diénone est un composé organique cumulant les propriétés d'un diène et d'une cétone. La cyclopentadiénone C5H4O est la plus simple des diénones cycliques.
Les diénones sont notamment connues à travers les réarrangements diénone-phénol au cours desquels une diénone hexacyclique substituée est réarrangée en phénol sous l'action d'un acide ou de la lumière :

(en) Exemples de réarrangements diénone-phénol.